# Manawatū-Whanganui
Manawatū-Whanganui  o Whanganui-Manawatū è una delle 16 regioni della Nuova Zelanda situata nella parte meridionale dell'Isola del Nord. 	
Il territorio della regione è caratterizzato dai bacini dei due fiumi Whanganui e Manawatū. Il Whanganui è il fiume più lungo del paese.